# Callitropsis nootkatensis

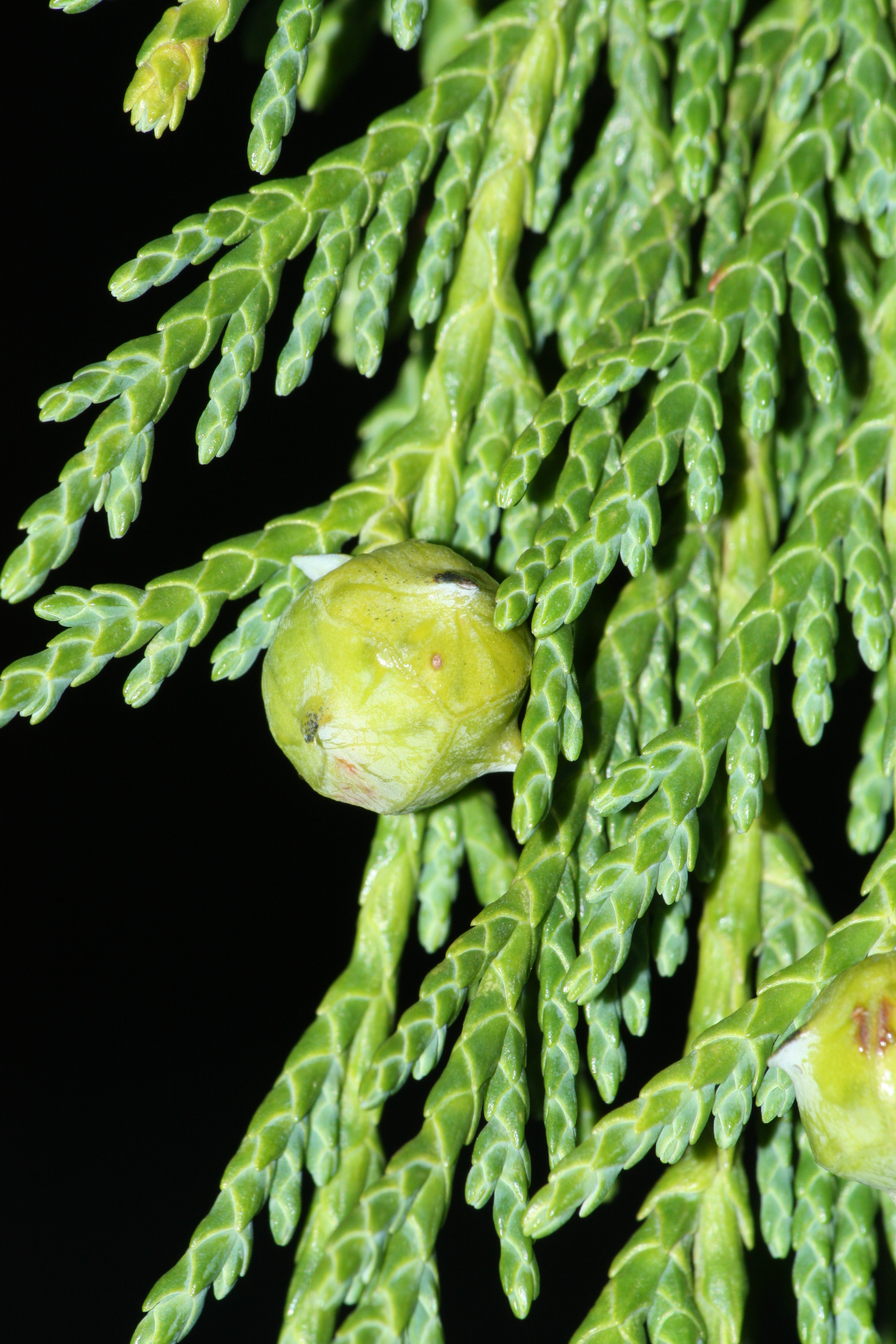
Detalle de una ramilla con estróbilo sin madurar, ejemplar silvestre en el Parque nacional del Monte Rainier.

Callitropsis nootkatensis, el falso ciprés de Nutca o falso ciprés de Nootka es una especie arbórea de la familia de las Cupresáceas. Este falso ciprés, también llamado ciprés de Nutca tradicionalmente ha sido clasificado como Chamaecyparis nootkanensis Spach ("camecíparis de Nutca"), pero actualmente se prefiere Callitropsis nootkatensis ("calítropsis de Nutca"), si bien puede acabar aceptándose internacionalmente la propuesta de Xanthocyparis nootkatensis. Su nombre específico, "de Nutca", proviene de su descubrimiento en las tierras de una Primera Nación de Canadá, los Nuu-chah-nulth de la isla de Vancouver, Columbia Británica, que anteriormente eran conocidos como los nutca.

## Taxonomía
Descrita primero como perteneciente al género Cupressus como Cupressus nootkatensis en 1824, fue transferido después al Chamaecyparis en 1841 sobre la base de su follaje, que estaba en ramilletes aplanados, como en otros Chamaecyparis, pero a diferencia de la mayoría (aunque no todos) las otras especies de Cupressus.
Sin embargo, esta ubicación no encaja con la morfología y la fenología de los conos, que son más parecidos a los de los cipreses, como ellos maduran en dos años, no en uno. La evidencia genética, publicada por Gadek, P. A. et al. (2000), apoyó fuertemente su vuelta a Cupressus y la exclusión de Chamaecyparis.
Más recientemente, Farjon et al. (2002) transfirió esta especie a un nuevo genus Xanthocyparis, junto con el recientemente descubierto ciprés dorado vietnamita (Xanthocyparis vietnamensis); esta especie es muy parecida al ciprés de Nutca y el tratamiento tiene muchas circunstancias a su favor, como que no están emparentados con Chamaecyparis, ni tampoco encajan por completo en Cupressus a pesar de sus muchos parecidos.
Little et al. (2004), al mismo tiempo que confirman la relación con más evidencias, señalaron que existió una combinación de nomenclaturas precedentes en el genus Callitropsis, como Callitropsis nootkatensis (D.Don) Oerst., publicado en 1864 pero ignorado por otros autores posteriores. Little et al. por lo tanto hicieron que Xanthocyparis y Callitropsis fueran sinónimos, de manera que el nombre correcto para estas especies bajo la ICBN cuando se trataban como un genus distinto.
Aunque la aceptación de la clasificación revisada de este árbol está difundida entre los botánicos, la inercia en las industrias hortícola y forestal (ambas muy lentas a la hora de adoptar los resultados de la investigación botánica), hacen que el nombre Chamaecyparis nootkatensis siga usándose probablemente en muchas situaciones.

## Descripción
El ciprés de Nutca es nativo de la costa oeste de Norteamérica, desde la península de Kenai en Alaska, hacia el sur, hasta el extremo septentrional de California, típicamente aparece en lugares húmedos en las montañas, a menudo cerca de la línea de árboles, pero a veces también en alturas más bajas.
Es un árbol de hoja perenne de hasta 40 m de alto, a menudo con ramas colgantes. Las hojas aparecen en racimos planos, con hojas escumiformes de color verde oscuro y 3–5 mm de largo. Los estróbilos tienen 4 (a veces 6) escamas y se parecen a los conos del ciprés mexicano (Cupressus lusitanica, otra especie de Cupressus que muestra follaje en racimos planos) bastante próximos, excepto que son algo menores, típicamente 10–14 mm de diámetro; cada escama tiene una bráctea triangular apuntada de alrededor de 1,5–2 mm de largo, de nuevo parecida a otro Cupressus y a diferencia de la bráctea en forma de media luna, no apuntada en las escamas de los conos de Chamaecyparis. La cordillera Caren en la costa occidental de la Columbia Británica es el hogar de los más antiguos cipreses de Nutca en el mundo, con uno que tiene 1.834 años de antigüedad (Gymnosperm Database).
Es uno de los parentales del híbrido ciprés de Leyland; como el otro parental, ciprés de Monterrey, también está en el genus Cupressus, la formación de este híbrido es un argumento más para la ubicación del ciprés de Nutca cerca de los Cupressus.